# 12174 van het Reve
12174 van het Reve este un asteroid din centura principală de asteroizi.

## Descriere
12174 van het Reve este un asteroid din centura principală de asteroizi. A fost descoperit pe 16 octombrie 1977 la Observatorul Palomar de Cornelis Johannes van Houten, Ingrid van Houten-Groeneveld și Tom Gehrels. Asteroidul prezintă o orbită caracterizată de o semiaxă mare de 2,68 ua, o excentricitate de 0,11 și o înclinație de 13,0° în raport cu ecliptica.